# Mogera etigo
Mogera etigo is een zoogdier uit de familie van de mollen (Talpidae). De wetenschappelijke naam van de soort werd voor het eerst geldig gepubliceerd door Yoshiyuki & Imaizumi in 1991.

## Voorkomen
De soort komt voor in Japan.